# IHL 1977/78
Die Saison 1977/78 war die 33. reguläre Saison der International Hockey League. Während der regulären Saison bestritten die neun Teams jeweils 80 Spiele. In den Play-offs setzten sich die Toledo Goaldiggers durch und gewannen den zweiten Turner Cup in ihrer Vereinsgeschichte.

## Teamänderungen
Folgende Änderungen wurden vor Beginn der Saison vorgenommen:
- Die Dayton Gems wurden inaktiv.
- Die Milwaukee Admirals aus der United States Hockey League wurden als Expansionsteam in die Liga aufgenommen.
- Die Columbus Owls wurden vor der Spielzeit verkauft und nach Dayton, Ohio, umgesiedelt, wo sie die Saison unter dem Namen Dayton Owls begannen. Bereits im Dezember 1977 wurde die Mannschaft erneut umgesiedelt, diesmal nach Grand Rapids, Michigan, und beendete die Spielzeit unter dem Namen Grand Rapids Owls.

## Reguläre Saison

### Abschlusstabelle
Abkürzungen: GP = Spiele, W = Siege, L = Niederlagen, T = Unentschieden, OTL = Niederlage nach Overtime, GF = Erzielte Tore, GA = Gegentore, Pts = Punkte
| Northern Division | GP | W  | L  | T  | GF  | GA  | Pts |
| ----------------- | -- | -- | -- | -- | --- | --- | --- |
| Saginaw Gears     | 80 | 40 | 28 | 12 | 360 | 278 | 92  |
| Kalamazoo Wings   | 80 | 35 | 31 | 14 | 315 | 288 | 84  |
| Flint Generals    | 80 | 36 | 34 | 10 | 364 | 381 | 82  |
| Port Huron Flags  | 80 | 33 | 32 | 15 | 322 | 331 | 81  |
| Muskegon Mohawks  | 80 | 27 | 42 | 11 | 290 | 322 | 65  |

| Southern Division        | GP | W  | L  | T  | GF  | GA  | Pts |
| ------------------------ | -- | -- | -- | -- | --- | --- | --- |
| Fort Wayne Komets        | 80 | 40 | 23 | 17 | 305 | 285 | 97  |
| Toledo Goaldiggers       | 80 | 34 | 28 | 18 | 331 | 316 | 86  |
| Milwaukee Admirals       | 80 | 27 | 38 | 15 | 257 | 299 | 69  |
| Dayton/Grand Rapids Owls | 80 | 27 | 43 | 10 | 290 | 322 | 64  |

## Turner-Cup-Playoffs
| Turner-Cup-Viertelfinale | Turner-Cup-Viertelfinale | Turner-Cup-Viertelfinale |    |                    | Turner-Cup-Halbfinale | Turner-Cup-Halbfinale | Turner-Cup-Halbfinale |  |  | Turner-Cup-Finale | Turner-Cup-Finale | Turner-Cup-Finale |
|                          |                          |                          |    |                    |                       |                       |                       |  |  |                   |                   |                   |
| S1                       | Fort Wayne Komets        | 4                        |    |                    |                       |                       |                       |  |  |                   |                   |                   |
| N5                       | Muskegon Mohawks         | 2                        |    |                    |                       |                       |                       |  |  |                   |                   |                   |
| N5                       | Muskegon Mohawks         | 2                        | S1 | Fort Wayne Komets  | 1                     |                       |                       |  |  |                   |                   |                   |
|                          |                          |                          | S1 | Fort Wayne Komets  | 1                     |                       |                       |  |  |                   |                   |                   |
|                          | S2                       | Toledo Goaldiggers       | 4  |                    |                       |                       |                       |  |  |                   |                   |                   |
| S2                       | S2                       | Toledo Goaldiggers       | 4  | Toledo Goaldiggers | 4                     |                       |                       |  |  |                   |                   |                   |
| S2                       |                          |                          |    | Toledo Goaldiggers | 4                     |                       |                       |  |  |                   |                   |                   |
| S3                       | Milwaukee Admirals       | 1                        |    |                    |                       |                       |                       |  |  |                   |                   |                   |
| S3                       | Milwaukee Admirals       | 1                        | S2 | Toledo Goaldiggers | 4                     |                       |                       |  |  |                   |                   |                   |
|                          |                          |                          |    | Toledo Goaldiggers | 4                     |                       |                       |  |  |                   |                   |                   |
|                          | N4                       | Port Huron Flags         | 3  |                    |                       |                       |                       |  |  |                   |                   |                   |
| N2                       | N4                       | Port Huron Flags         | 3  | Kalamazoo Wings    | 4                     |                       |                       |  |  |                   |                   |                   |
| N2                       |                          |                          |    | Kalamazoo Wings    | 4                     |                       |                       |  |  |                   |                   |                   |
| N3                       | Flint Generals           | 1                        |    |                    |                       |                       |                       |  |  |                   |                   |                   |
| N3                       | Flint Generals           | 1                        | N2 | Kalamazoo Wings    | 1                     |                       |                       |  |  |                   |                   |                   |
|                          |                          |                          | N2 | Kalamazoo Wings    | 1                     |                       |                       |  |  |                   |                   |                   |
|                          | N4                       | Port Huron Flags         | 4  |                    |                       |                       |                       |  |  |                   |                   |                   |
| N1                       | N4                       | Port Huron Flags         | 4  | Saginaw Gears      | 1                     |                       |                       |  |  |                   |                   |                   |
| N1                       |                          |                          |    | Saginaw Gears      | 1                     |                       |                       |  |  |                   |                   |                   |
| N4                       | Port Huron Flags         | 4                        |    |                    |                       |                       |                       |  |  |                   |                   |                   |

## Vergebene Trophäen

### Mannschaftstrophäen
| Auszeichnung                                          | Team               |
| ----------------------------------------------------- | ------------------ |
| Turner Cup Gewinner der IHL-Playoffs                  | Toledo Goaldiggers |
| Fred A. Huber Trophy Bestes Team der regulären Saison | Fort Wayne Komets  |

### Individuelle Trophäen
| Auszeichnung                                                       | Spieler         | Team               |
| ------------------------------------------------------------------ | --------------- | ------------------ |
| James Gatschene Memorial Trophy MVP der regulären Saison           | Dan Bonar       | Fort Wayne Komets  |
| Leo P. Lamoureux Memorial Trophy Bester Scorer                     | Jim Johnston    | Flint Generals     |
| Governor’s Trophy Bester Verteidiger                               | Michel Lachance | Milwaukee Admirals |
| James Norris Memorial Trophy Torhüter mit den wenigsten Gegentoren | Pierre Chagnon  | Saginaw Gears      |
| James Norris Memorial Trophy Torhüter mit den wenigsten Gegentoren | Lorne Molleken  | Saginaw Gears      |
| Garry F. Longman Memorial Trophy Bester Rookie                     | Dan Bonar       | Fort Wayne Komets  |
| Ken McKenzie Trophy Bester US-amerikanischer Rookie                | Mike Eruzione   | Toledo Goaldiggers |